# Hypercompe garzoni
Hypercompe garzoni är en fjärilsart som beskrevs av Charles Oberthür 1881. Hypercompe garzoni ingår i släktet Hypercompe och familjen björnspinnare. Inga underarter finns listade i Catalogue of Life.